# Ivan Sutherland
Ivan Edward Sutherland (n. 16 mai 1938, Hastings, Nebraska, SUA) este un informatician american, care a inventat, în 1963, Sketchpad, un program pe calculator care a anticipat interfețele grafice și modul interactiv de lucru al calculatoare, realizare ce i-a adus în 1988 Premiul Turing.